# Atlantisch orkaanseizoen 1994
Het Atlantisch orkaanseizoen 1994 duurde van 1 juni 1994 tot 30 november 1994. Het seizoen 1994 was wat activiteit betreft een beneden normaal seizoen. Dit was voornamelijk het gevolg van de sterke el Niño, die heerste vanaf 1991 tot 1994. Vaak is een el Niño verantwoordelijk voor een sterke stroming in de atmosfeer, die de formatie van tropische cyclonen bezuiden de 25e breedtegraad onderdrukt. Gordon was een zeer rampzalige orkaan, die 1145 mensenlevens eiste, waarvan de meeste in Haïti. Het seizoen telde 12 tropische cyclonen, waarvan er 7 promoveerden tot tropische storm. Drie tropische stormen werden een orkaan. Er waren dit seizoen geen majeure orkanen, dat wil zeggen van de derde categorie en hoger.

## Cyclonen

### Tropische storm Alberto
Tropische depressie 1 ontstond op 30 juni net ten zuiden van het uiterste westen van Cuba uit een tropische onweersstoring. Door een lagedrukgebied op grote hoogte boven het zuiden van de Golf van Mexico, die stroming boven tropische depressie 1 veroorzaakte, werd de depressie in haar ontwikkeling gehinderd. De depressie trok naar het westen en toen het lagedrukgebied op grote hoogte naar het westen verdween, promoveerde tropische depressie 1 op 2 juli tot tropische storm Alberto. Er verscheen een trog van lage druk ten noorden van tropische depressie 1, die naar het noordwesten draaide en toen Alberto werd. Alberto draaide verder naar het noorden. Op 3 juli landde Alberto met windsnelheden van 105 km/uur nabij Destin, in het noordwesten van Florida. Daarna degradeerde de tropische storm snel tot tropische depressie, die lang meanderde boven Georgia en Alabama, voordat hij oploste op 7 juli. Alberto eiste 30 mensenlevens, voornamelijk ten gevolge van verdrinkingen en veroorzaakte $500 miljoen aan schade.

### Tropische depressie 2
In een trog van lage druk, die zich uitstrekte van de Bahama's naar het noordoosten, ontstond ten noorden van de Bahama's een gebied met onweersbuien. In dit gebied ontstond op 19 juli een depressie aan het zeeoppervlak. Ten zuidoosten van de kust van South Carolina ontwikkelde de depressie zich op 20 juli tot tropische depressie 2, die naar het noordwesten trok en landde dezelfde dag nabij Georgetown in South Carolina. De depressie verloor haar tropische kenmerken op 21 juli nabij Charlotte in North Carolina. De depressie bracht veel regen, op sommige plaatsen meer dan 75 mm.

### Tropische storm Beryl
Op 9 augustus ontwikkelde zich een lagedrukgebied op grote hoogte ten noorden van Puerto Rico, dat naar het westen trok en gaandeweg zich uitbreidde naar beneden, naar de onderste lagen van de atmosfeer. Op 12 augustus trok het lagedrukgebied over het zuiden van Florida en de volgende dag was ten noorden van de Cubaanse kust ook een depressie op zeeniveau ontstaan. Eerst was de bewolking en convectie rond deze depressie niet georganiseerd, maar op 14 augustus promoveerde zij toch op 185 km ten zuiden van Pensacola, Florida tot tropische depressie 3. Het systeem had de voorgaande dagen voor de kust van het uiterste noordwesten van Florida gemeanderd, toen tropische depressie 3 op 15 augustus promoveerde tot tropische storm Beryl en door een trog van lage druk naar het noordoosten werd getrokken. Beryl landde op 16 augustus nabij Panama City in Florida. Twaalf uur later degradeerde Beryl tot tropische depressie boven Georgia en trok verder naar het noordoosten. Boven Connecticut werd Beryl door een front opgenomen. Beryl veroorzaakte veel regen en 37 windhozen van Georgia tot in New York. Er waren ten gevolge van Beryl geen doden te betreuren, maar veel mensen raakten gewond. De schade als gevolg van Beryl bedroeg $73 miljoen.

### Orkaan Chris
Op 11 augustus trok een tropische golf westwaarts van de Afrikaanse kust. De tropische golf ontwikkelde boven de Atlantische Oceaan convectie en werd een tropische onweersstoring, die gaandeweg ook een circulatie ontwikkelde. Op 15 augustus ontstond in de tropische onweersstoring een lagedrukgebied, dat de volgende dag promoveerde tot tropische depressie 4, halverwege de Afrikaanse kust en de Bovenwindse Eilanden. Tropische depressie 4 trok naar het noordwesten en ondanks een lagedrukgebied op grote hoogte ten noordwesten van haar, die stroming in de atmosfeer bracht, promoveerde tropische depressie 4 op 17 augustus tot tropische storm Chris en op 18 augustus tot orkaan Chris. Op 19 augustus bereikte Chris zijn hoogtepunt met windsnelheden tot 130 km/uur en een minimale druk van 979 mbar. Daarna werd de stroming in de atmosfeer, die door het lagedrukgebied op grote hoogte werd veroorzaakt, Chris te veel en degradeerde hij op 20 augustus tot tropische storm. Chris draaide naar het noorden aan de westflank van een hogedrukgebied. Op 21 augustus trok Chris als minimale tropische storm op 135 km ten oosten van Bermuda noordwaarts en draaide voor een koufront uit naar het noordoosten. Op 24 augustus werd Chris door een niet-tropisch lagedrukgebied opgenomen.

### Tropische depressie 5
Een tropische onweersstoring boven het westen van de Caraïbische Zee vertoonde vanaf 26 augustus toenemende convectie, organisatie en circulatie. De circulatie zette echter niet door tot op zeeniveau en daarom kreeg het systeem niet de status van depressie. Nadat de tropische onweersstoring over Yucatán was getrokken, ontstond boven de Golf van Campeche tropische depressie 5 op 29 augustus. Tropische depressie 5 trok verder westnoordwestwaarts en verwacht werd dat zij zou promoveren tot tropische storm, voordat zij de Mexicaanse kust zou bereiken. Dit gebeurde echter niet en op 31 augustus landde zij nabij Tampico, in de staat Tamaulipas, Mexico, waarna zij snel oploste.

### Tropische storm Debby
Tropische depressie 6 ontstond uit een tropische onweersstoring op 9 september op 220 km ten zuidoosten van Barbados. Tropische depressie 6 trok naar het westnoordwesten en promoveerde op 10 september net ten oosten van Saint Lucia tot tropische storm Debby. Debby trok over Saint Lucia en veroorzaakte overstromingen en aardverschuivingen op het eiland. Hoewel Debby gepaard ging met windsnelheden van 95 km/uur tot 110 km/uur, ging Debby snel ten onder door een sterke westelijke stroming in de atmosfeer, die haar structuur aan flarden scheurde. Op 11 september degenereerde Debby tot een zware tropische onweersstoring ten zuiden van Puerto Rico, die later Hispaniola teisterde en ten slotte op 15 augustus boven het noordwesten van de Golf van Mexico, voor de Mexicaanse kust oploste. Debby en haar overblijfselen eisten 9 mensenlevens.

### Tropische storm Ernesto
Een sterke tropische onweersstoring, die op 18 september van de Afrikaanse kust westwaarts was getrokken vertoonde goede diepe convectie en ontwikkelde op 20 september een oppervlakkige circulatie, die zich uitbreidde, zodat er op 21 september sprake was van tropische depressie 7 op 900 km ten zuidwesten van Kaapverdië. Tropische depressie 7 werd door een trog van lage druk boven het oosten van de Atlantische Oceaan naar het noorden getrokken. Ondanks de stroming in de atmosfeer promoveerde tropische depressie 7 op 22 september tot tropische storm Ernesto, die op 23 september zijn hoogtepunt bereikte met windsnelheden van 95 km/uur en een minimale druk van 997 mbar. Daarna werd de stroming in de atmosfeer steeds erger en Ernesto degradeerde op 24 september tot tropische depressie, die de volgende dag boven de Atlantische Oceaan oploste.

### Tropische depressie 8
Op 19 september ontstond een gebied met ongeorganiseerde convectie boven het zuidwesten van de Caraïbische Zee. Dit gebied trok langzaam naar het noordwesten en op 24 september ontstond uit dit gebied voor de noordoostelijke kust van Honduras tropische depressie 8. Tropische depressie 8 trok langs de Hondurese kust naar het westen. Tropische depressie 8 bleef slecht georganiseerd tot 25 september toen zij vlak voor haar landing. Daar bereikte zij haar hoogtepunt met windsnelheden van 56 km/uur en een minimale druk van 1004 mbar. Zij landde kort daarna nabij Belize City en loste op 26 september op boven Guatemala.

### Tropische depressie 9
Op 27 augustus ontstond tropische depressie 9 uit een lagedrukgebied op 270 km ten zuidoosten van Kaapverdië. Tropische depressie 9 trok langzaam naar het noordwesten en verloor haar convectie en ook haar circulatie. Op 30 augustus loste zij op boven Kaapverdië.

### Tropische depressie 10
Een deel van de restanten van tropische depressie 8 vormden een storing boven het noordwesten van de Caraïbische Zee en het schiereiland Yucatán. Deze storing intensiveerde door een tropische onweersstoring in de buurt. Vervolgens werd de organisatie van de convectie gestimuleerd door een hogedrukgebied op grote hoogte, dat de uitstoot van de te vormen depressie stimuleerde. Op 29 september vormde zich ten oosten van Cozumel een lagedrukgebied, dat naar het noorden trok en een paar uur later promoveerde tot tropische depressie 10 op 270 km ten zuidzuidwesten van het uiterste westen van de Cubaanse provincie Pinar del Río. Tropische depressie 10 trok naar het noordnoordoosten. Aanvankelijk waren de omstandigheden gunstig voor verdere ontwikkeling, maar boven het zuiden van de Golf van Mexico ontstond een groot, niet-tropisch lagedrukgebied, dat tropische depressie 10 niet alleen in de verdere ontwikkeling zou onderdrukken, maar haar op 30 september zou opslokken, toen zij de Golf van Mexico binnentrok. Tropische depressie 10 bracht zeer veel regen boven het westen en midden van Cuba, de Florida Keys en Zuid-Florida, tot meer dan 300 mm in het Cubaanse Giron.

### Orkaan Florence
Eind oktober ontstond er in een stationair front op 1850 km ten oostzuidoosten van Bermuda een lagedrukgebied, dat langzaam een gesloten circulatie en convectie ontwikkelde, die het oplossende front doorbraken. Op 2 november promoveerde het systeem tot subtropische depressie 1 en een paar uur later tot subtropische storm 1. Subtropische storm 1 trok naar het noordwesten. De intensiteit varieerde aanvankelijk en de volgende dag degradeerde de storm tot subtropische depressie. De diepe convectie kwam een paar uur later terug rond het centrum het systeem, waardoor subtropische depressie 1 een warme kern kreeg en promoveerde tot tropische depressie 11. Hoewel de uitstoot aan haar zuidflank werd gehinderd, won tropische depressie 11 snel aan kracht; vroeg op 4 november promoveerde zij tot tropische storm Florence. Florence begon een oog te ontwikkelen en op de avond van 4 november promoveerde Florence tot orkaan. Florence draaide op 6 november bij naar het noorden, waarna Florence steeds langzamer bewoog en 7 november op 1300 km ten oosten van Bermuda stationair lag. Op 7 november bereikte Florence haar hoogtepunt met windsnelheden van 176 km/uur en een druk van 972 mbar. Daarna versnelde Florence naar het noordoosten, omdat een diepe niet-tropische depressie ten noordwesten van Florence naderde. Florence kwam snel boven koeler water terecht, beneden de 20°C en Florence nam iets in kracht af. Op 9 november werd orkaan Florence opgenomen door het koufront, dat bij de niet-tropische depressie hoorde.

### Orkaan Gordon

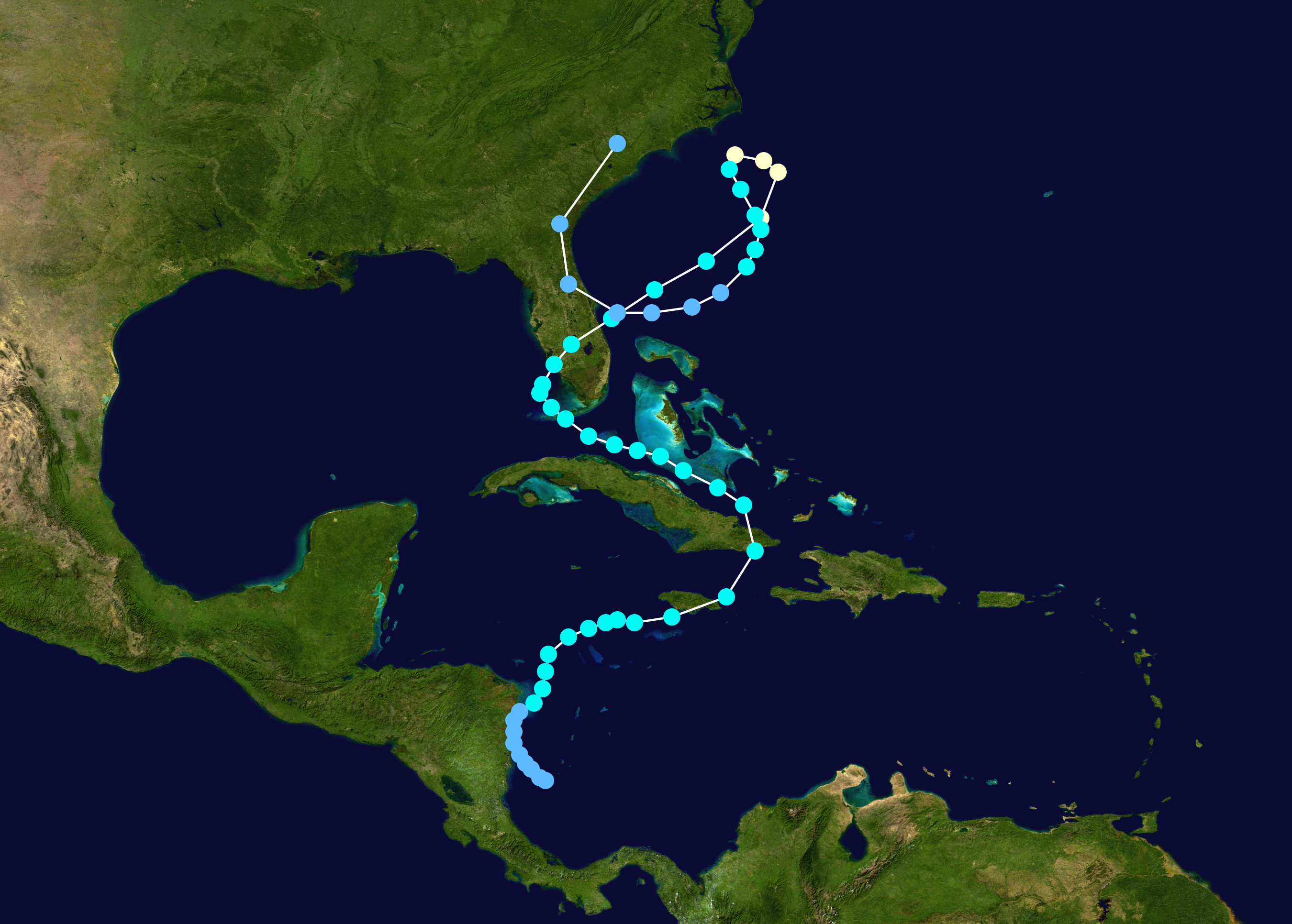
Gordon was een tropische cycloon met een lange levensduur en een zeer grillige koers. Verklaring: Blauw = tropische depressie, groen = tropische storm, wit = orkaan, eerste categorie.

Begin november lag er een storing boven het zuidwesten van de Caraïbische Zee. De buienactiviteit werd gestimuleerd door twee tropische onweersstoringen, die over het gebied trokken. Door de tweede tropische onweersstoring ontstond er een cyclonale circulatie aan de oppervlakte op 6 november. Het duurde echter tot 8 november tot de convectie zich om het centrum had georganiseerd en de circulatie zich in de hogere lagen van de atmosfeer had doorgezet en het systeem voor de zuidoostelijke kust van Nicaragua werd gepromoveerd tot tropische depressie 12. Haar uitstoot werd gehinderd en daardoor nam zij nauwelijks aan kracht toe, terwijl zij langs de kust van Nicaragua naar het noorden trok. Op 10 november promoveerde zij nabij het noordoostelijkste punt van Nicaragua tot tropische storm Gordon. Een trog van lage druk in de bovenlagen van de atmosfeer, veroorzaakte een zuidwestelijke stroming, die Gordons ontwikkeling onderdrukte en naar het noordoosten dreef. Gordons structuur bleef daarom matig georganiseerd, hoewel Gordon veel diepe convectie bleef vertonen, vooral op zijn oostflank.
Op 13 november landde Gordon eerst op de zuidoostkust van Jamaica en later die dag nabij Bahía de Guantánamo. Daarna werd de trog, die Gordon hinderde versterkt tot een lagedrukgebied, dat een nieuwe circulatie boven de Bahama's induceerde, die leek op een subtropische cycloon. Gordon had nu twee kernen, maar de nieuwe kern werd dominant. Door een rug van hoge druk ten noordoosten van Gordon werd hij naar het westnoordwesten gedreven, langs de zuidelijke Bahama's, door de Straat Florida, de Golf van Mexico in. Gordon had zowel subtropische kenmerken; convectie verwijderd van de koude kern, als tropische kenmerken; de zuidoostflank van zijn kern was nog steeds warm en gevuld met diepe convectie. Op 15 november reformeerde Gordon zich nogmaals en nu ontwikkelde een warme kern zich nabij de convectie en werd daardoor weer volledig tropisch. Daarna draaide Gordon bij naar het noorden en versnelde later naar het noordoosten en landde op 16 november nabij Fort Meyers in Florida met windsnelheden tot 85 km/uur.
Gordon trok over Florida en kon boven de Atlantische Oceaan aan kracht winnen. Op 17 november werd Gordon een orkaan en bereikte op 18 november zijn hoogtepunt met windsnelheden van 140 km/uur en een minimale druk van 980 mbar. Ondertussen had zich een rug van hoge druk opgebouwd ten noorden van Gordon, die hem deed omkeren richting Amerikaanse oostkust. Daarna verzwakte Gordon door het aanzuigen van koude, droge lucht en degradeerde op 18 november, 18 uur na zijn hoogtepunt tot tropische storm. Gordon veranderde van koers en draaide en cirkel met de wijzers van de klok mee. Op 20 november degradeerde Gordon tot tropische depressie, die op 21 november opnieuw landde in Florida nabij Cape Canaveral. Op 22 november loste Gordon uiteindelijk boven Georgia op. Gordon eiste veel mensenlevens in diverse landen: twee doden op Jamaica, twee doden op Cuba, vijf doden in de Dominicaanse Republiek, zes doden in Costa Rica en acht doden in de staat Florida.
De meeste slachtoffers vielen echter in het straatarme Haïti, waar de overvloedige regenval van Gordon in combinatie met massale ontbossing in een bergachtig terrein resulteerde in rampzalige overstromingen en modderstromen, die aan minstens 1122 mensen het leven kostten. De Wereld Meteorologische Organisatie prees in een officiële verklaring de efficiëntie van de rampenbestrijding op Cuba en Jamaica, die daar het aantal slachtoffers had beperkt en berispte Haïti voor het gebrek aan enig rampenplan, waardoor er zoveel slachtoffers waren gevallen.  De schade van Gordon was enorm, niet alleen op Haïti. De schade in Florida bedroeg $400 miljoen, voornamelijk de citrusteelt was getroffen. Ondanks het schokkende aantal slachtoffers werd de naam Gordon niet geschrapt en werd opnieuw gebruikt in het seizoen 2000 en zal opnieuw worden gebruikt in het seizoen 2006.

## Namen
De lijst met namen voor 1994 was dezelfde als die van 1988, met dat verschil, dat Gordon en Joyce in de plaats van Gilbert en Joan waren gekomen. Er werden geen namen geschrapt en de lijst werd opnieuw gebruikt in 2000. De naam Gordon werd voor het eerst gebruikt.
| - Alberto - Beryl - Chris - Debby - Ernesto - Florence - Gordon | - Helene (niet gebruikt) - Isaac (niet gebruikt) - Joyce (niet gebruikt) - Keith (niet gebruikt) - Leslie (niet gebruikt) - Michael (niet gebruikt) - Nadine (niet gebruikt) | - Oscar (niet gebruikt) - Patty (niet gebruikt) - Rafael (niet gebruikt) - Sandy (niet gebruikt) - Tony (niet gebruikt) - Valerie (niet gebruikt) - William (niet gebruikt) |